# Saint-Laurent-de-Lin

Saint-Laurent-de-Lin este o comună în departamentul Indre-et-Loire, Franța. În 2009 avea o populație de 282 de locuitori.